# Absolute Radiometer for Cosmology, Astrophysics, and Diffuse Emission

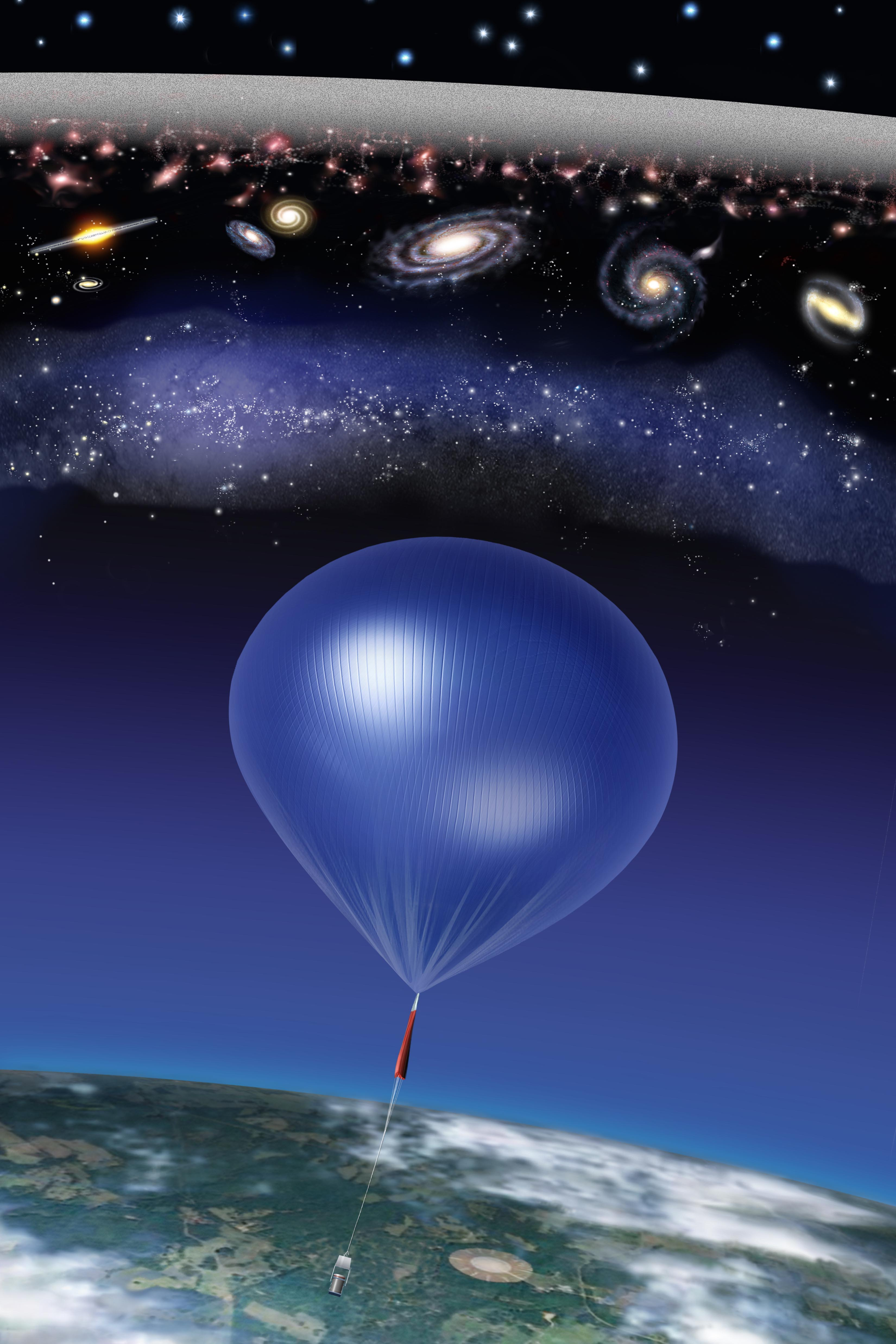
Wizja artystyczna misji ARCADE, biała linia u góry rysunku symbolizuje odkryty przez nią „kosmiczny ryk”

Absolute Radiometer for Cosmology, Astrophysics, and Diffuse Emission (ARCADE) – program badawczy NASA mający za zadanie pomiar fal radiowych dobiegających z kosmosu i pochodzących z wczesnego etapu kształtowania się Wszechświata. W ramach programu zbudowano siedem radiometrów, które schłodzone do prawie zera absolutnego (2,7 °C powyżej tej temperatury) zostały wyniesione balonami na wysokość ponad 35 km, gdzie dokonały pomiarów.
Dzięki analizie danych zebranych podczas misji z lipca 2006, ku zaskoczeniu naukowców, którzy oczekiwali równomiernego, cichego szumu odkryto bardzo silny sygnał, znacznie głośniejszy niż łączny sygnał wszystkich znanych galaktyk radiowych. Został on nazwany „kosmicznym rykiem” (ang. space roar). Pochodzenie tego sygnału nie jest znane i jak na razie (styczeń 2009) pozostaje nierozwiązaną zagadką.